# Gonomyia puckowe
Gonomyia puckowe là một loài ruồi trong họ Limoniidae. Chúng phân bố ở miền Australasia.